# Агар-агар

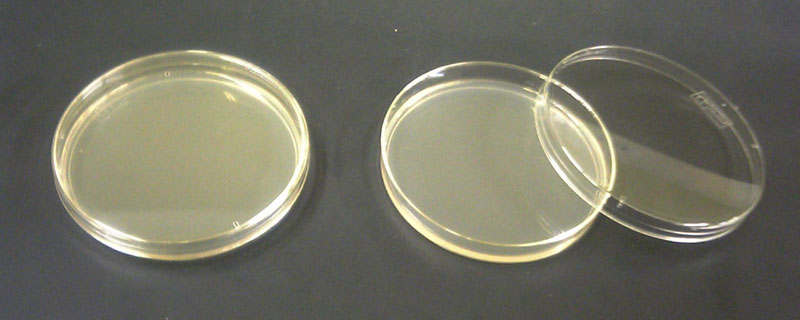
Поживне середовище з агар-агаром у чашці Петрі

Ага́р-ага́р (також відомий як агар, кантен, агал-агал, японський риб'ячий клей) — складна природна суміш полісахаридів.

## Загальний опис
Нерозгалужені полісахариди, що містяться в деяких червоних морських водоростях родів Gracilaria, Gelidium, Ahnfeltia, які ростуть в Чорному, Білому морі і Тихому океані; продукт, одержуваний з морських водоростей (бурих, червоних (анфельцій або фурцелярій).
В залежності від виду водоростей склад виділених полісахаридів може змінюватись. Вуглеводи агару є сумішшю сульфатованих полісахаридів: лінійного полісахариду — агарози і гетерогенної суміші молекул меншого розміру, яку називають агаропектином.
Хімічно агар-агар є полімером, складеним з частин цукрової галактози, компонентом стінок клітин деяких водоростей (Sphaerococcus euchema). У промислових масштабах видобувають з Gelidium amansii.
До складу агару входять вуглеводи (до 70 %), сполуки білкової природи (1-2 %), сліди олії і значна кількість іонів кальцію. Суміш вуглеводів, містить азот, сірку тощо.
Агар був вперше використаний в мікробіології в 1892 році німецьким мікробіологом Вальтером Гессеном, помічником, що працював в Роберта Коха. Він виявив, що агар-агар був більш корисним як затверджувач, ніж желатин.
Агар-агар незначно розчиняється в холодній воді і набухає у ній. При розчиненні у гарячій воді та подальшому охолодженні агар стає желеподібним. Агар-агар в гарячій воді утворює колоїдний розчин, який при охолодженні дає хороший і міцний гель, який володіє склоподібним зламом. При нагріванні в присутності кислоти властивість до гелеутворення знижується. Гелі стабільні при pH вище 4,5 і термозворотні.
Гелеутворююча здатність агар-агару у 10 разів вища, ніж у желатину.
Від агар-агару пішла назва браузерної гри Agar.io.

## Застосування
Найчастіше використовується як згущувач і культуральне середовище для мікробіологічних робіт.
Агар-агар використовується для виготовлення твердих поживних середовищ для лабораторних культур бактерій, грибів, водоростей. Тверде поживне середовище є незамінним при клінічних дослідженнях для отримання чистих культур, дослідження рівня патогенності мікроорганізмів (гемоліз на кров'яному агарі) та рівня стійкості до антибіотиків. Агар застигає при кімнатній температурі, що дозволяє засівати бактерій у рідкий агар, а потім вирощувати їх у товщині твердого середовища. Такий метод застосовується для вирощування анаеробів та для кількісних методів мікробіології. Також важливо те, що агар може руйнувати дуже невелика кількість бактерій, тому при вирощуванні на твердому середовищі мікроорганізми асимілюють тільки поживні речовини середовища, агар залишається незруйнованим.
Також використовується як замінник желатину для вегетаріанських страв, концентратор для супів, в желе (желейний мармелад), пастилах, зефірі, морозиві (в складі морозива запобігає утворенню кристалів льоду) та японських десертах таких як анміцу. А також у м'ясних і рибних холодцях; використовується для освітлення соків. Протягом всієї історії у наш час, агар головним чином використовується як інгредієнт у десертах в Азії.
Для того щоб зробити желе, агар варять у воді в концентрації від приблизно 0,7-1 % (7 г агару на 1 л води з отриманням концентрації 0,7 %).
У косметиці використовується як компонент основи засобів для жирної шкіри, а також, як загущувач при виробництві кремів, гелів, зубних паст.
Використовуються в деяких спеціальних методах досліджень речовин для заповнення електролітичних ключів, гелевих корках у кулонометричних клітинках та при електрофорезі.